# Collégiale Saint-Just de Château-Gontier
La collégiale Saint-Just de Château-Gontier était située à Château-Gontier en Mayenne. L'ex-libris de la bibliothèque de la collégiale (XVIIIe s.) est armorié d'azur semé de fleurs de lis d'or à la croix d'argent ; légende : D. Dominis canonicis Sancti-Justi

## Histoire

### Moyen Âge
En même temps que les Bénédictins de l'Abbaye Saint-Aubin d'Angers organisaient le service paroissial dans la nouvelle ville, le seigneur fondait pour son propre usage et près de son château la petite collégiale de Saint-Just. 
Helinannus est dit canonicus Castri. Gunterii et parait comme témoin d'une charte de Renaud de Craon à l'abbaye de Saint-Aubin, en 1080. Ce serait la plus ancienne mention du chapitre de Saint-Just.
Dès 1120, on connait le nom de 4 chanoines : leur église sert de lieu de réunion pour les confrères de l'aumônerie. L'évêque Ulger en 1132 obtient du seigneur le droit de conférer les prébendes.  Dès 1286, Étienne Du Mans, archidiacre d'Angers, avait fondé deux messes par semaine à Saint-Just. 
L'église était pourvue d'un orgue en 1581. Les reliques avec d'autres et des objets d'orfèvrerie se renfermaient dans une fenestre derrière le grand autel, et n'en étaient tirées qu'avec solennité, suivant une décision capitulaire de 1584.
Tous les chanoines et chapelains refusèrent, en 1791, la Constitution civile du clergé.

## Confrérie
La Vraie Croix de Saint-Just avait une confrérie, érigée par bulle de Clément XII, en 1732, et mandement de l'Ordinaire. On l'exposait quand un des confrères était en danger de mort. Un manuel de la confrérie fut imprimé, en 1735, chez Joseph Gentil.

## Chapitre
Les Statuts du chapitre, rédigés en 1414, furent réformés en 1572. Le chapitre général se tenait le lundi après l'Épiphanie, sous la présidence du premier dignitaire, dit le Correcteur. Aucune fonction paroissiale ne pouvait s'exercer dans la chapelle. Le plus beau privilège des chanoines, attribué partout d'ailleurs aux chapitres ou collégiales, était de nommer et de surveiller les maîtres d'école de la ville.

## Restes
La chapelle est de construction romane, sans aucune décoration. 
Le chœur s'écroula à la fin du XIXe siècle. L'abbé Angot indique qu'on croit qu'une crypte ou un caveau funéraire règne sous une partie de l'édifice. 
Le reliquaire de Just de Lyon fait et ciselé, au XVe siècle, par Gervais Tressart, représente un bras dressé sur un piédestal octogone supporté par huit petits lions ; il est en cuivre orné de filigranes.

## Sources
: document utilisé comme source pour la rédaction de cet article..
- « Collégiale Saint-Just de Château-Gontier », dans Alphonse-Victor Angot et Ferdinand Gaugain, Dictionnaire historique, topographique et biographique de la Mayenne, Laval, A. Goupil, 1900-1910 [détail des éditions] (BNF 34106789, présentation en ligne)